# Camera dei rappresentanti di Porto Rico
La Camera dei rappresentanti di Porto Rico (in inglese House of Representatives of Porto Rico, in spagnolo Cámara de Representantes de Puerto Rico) è la camera bassa dell'Assemblea legislativa di Porto Rico che, assieme al Senato, forma il ramo legislativo del Governo di Porto Rico.
Essa è composta da 53 membri eletti per un mandato quadriennale.

## Composizione
Per le elezioni dei membri della Camera, Porto Rico è divisa in 40 distretti rappresentativi, suddivisi a gruppi di cinque in ognuno degli otto distretti senatoriali.